# San Marcos Tlaxuchilco
San Marcos Tlaxuchilco är en ort i kommunen Otumba i delstaten Mexiko i Mexiko. Samhället hade 2 166 invånare vid folkräkningen år 2020.